# Most Pride
Most Pride je český festival LGBTQ hrdosti, který se od roku 2022 odehrává každoročně v Mostě. Jeho organizátorem je spolek Most Pride, součástí festivalu je i tzv. pochod hrdosti.

## Vznik a první ročník (2022)
Most Pride vznikl jako iniciativa studentů a studentek a mladých lidí z Mostu, kteří chtěli vytvořit platformu pro queer lidi ve svém okolí – tedy v regionu mimo Prahu, ve kterém queer lidé a především queer mládež doposud neměla bezpečný prostor, kde se potkávat a být sami sebou. Vytvoření prostoru pro LGBT+ komunitu na Mostecku považovali zakladatelé a zakladatelky Karolína Nodesová, Adam Malý a Sára Malá za důležité hlavně i proto, že mostecký region s sebou nese určitá specifika, kvůli kterým není život queer osob snadný. Most Pride byla zpočátku „jen“ iniciativa, která by LGBT+ mládeži umožnila se potkávat i mimo on-line prostor v místě jejich bydliště – princip, který je v mnoha regionech běžný, ale v severních Čechách do roku 2022 neexistoval.
Následně bylo rozhodnuto o uspořádání kulturně-edukativního festivalu, který by umožnil vytvoření prostoru pro setkávání queer osob a přibližování LGBT+ témat široké veřejnosti. První ročník festivalu se konal v sobotu dne 20. srpna 2022. Program byl složen z duhového pochodu (v poledne obešel mostecký obchodní dům Central), přednášek, besed, koncertů (např. Teapack nebo Favorite Obsession) či podpisu petice za manželství pro všechny páry. Probíhal z velké části na zastřešených schodech Městského divadla v Mostě na 1. náměstí. Akce se zúčastnily stovky lidí, nejen z Mostu a Ústeckého kraje, převažovala mladá generace od 15 do 30 let. Kvůli obavám z napadání účastníků zajistili organizátoři ochranku, na klid dohlížela také policie s antikonfliktním týmem.
Po proběhlém prvním ročníku se iniciativa rozrostla o několik dalších členů a v listopadu 2022 se tým Most Pride transformoval do podoby zapsaného spolku, a to za účelem pořádání dalších aktivit zaměřených na LGBT+ lidi na Mostecku a okolí. Spolek spolupracuje s místními podniky, kde jsou například pořádány přednášky či jiná setkání komunity. Vlivem působení na sociálních sítích má Most Pride široké spektrum příznivců a právě na sociálních sítích se Most Pride snaží upozorňovat na specifika životů queer lidí v regionech mimo Prahu.

## Druhý ročník (2023)
Druhý ročník festivalu Most Pride proběhl 19. srpna 2023. Místo konání se přesunulo do mosteckého obchodního domu Prior a na prostranství před něj. Program se odehrával na dvou stagích, kde proběhly diskusní panely o aktuálních LGBTQ+ tématech, několik koncertů, drag show či básnické čtení. Pozvání na akci přijali obhájce lidských práv Kryštof Stupka, zakladatelka youtubového kanálu V Tranzu Lenka Králová či Tereza Vlčková. Ve venkovním prostoru před Priorem byly umístěny stánky neziskových organizací a iniciativ jako Trans*parent, Amnesty International nebo Jsme fér.
Součástí programu byl i tradiční duhový průvod, který startoval v pravé poledne od Prioru a procházel ulicemi města. Průvod prošel i kolem mosteckého magistrátu, který organizátorům nedovolil uskutečnit festival na 1. náměstí ve středu města. Právě zde zazněl pískot adresovaný vedení města. Průvodu se zúčastnilo několik stovek lidí.
- Začátek průvodu u OD Prior
- Průvod v ulicích Mostu
- Shromáždění na 1. náměstí
- Průvod v ulicích města Most
- Stánky neziskových organizací na Most Pride 2023
- Speed friending v chill zóně

## Třetí ročník (2024)
Třetí ročník festivalu Most Pride proběhl 24. srpna 2024. Už o den dříve se ale v Galerii Bunkr konala vernisáž výstavy fotografií Pavla Nádvorníka nazvaná Kluci. V sobotu byl festival zahájen duhovým průvodem se startem u kavárny v parku Střed. Centrem města následně prošlo asi 200 účastníků a účastnic. Akci doprovázela poklidná demonstrace konzervativních křesťanů. Dozorující policie nemusela během průvodu zasahovat. Později v průběhu dne vystoupili queer zpěvák Slávek Pham a kapela Favorite Obsession, uskutečnila se diskuze o šíři a rozmanitosti české queer literatury, proběhl speed friending a speed dating, taneční workshop a slam poetry. Návštěvníci a návštěvnice festivalu si mohli poslechnout interview s Michalem Jagelkou a Alešem Cibulkou, přednášku na téma, jaké je to být trans*masc osobou v Česku, besedu se zástupci Společnosti pro queer paměť o předním českém malíři Janu Zrzavém či diskuzi o provázanosti drog a queer lidí. Celý program zakončila drag show. V předchozích dvou letech se město od festivalu distancovalo, tentokrát ale poskytlo park Střed.

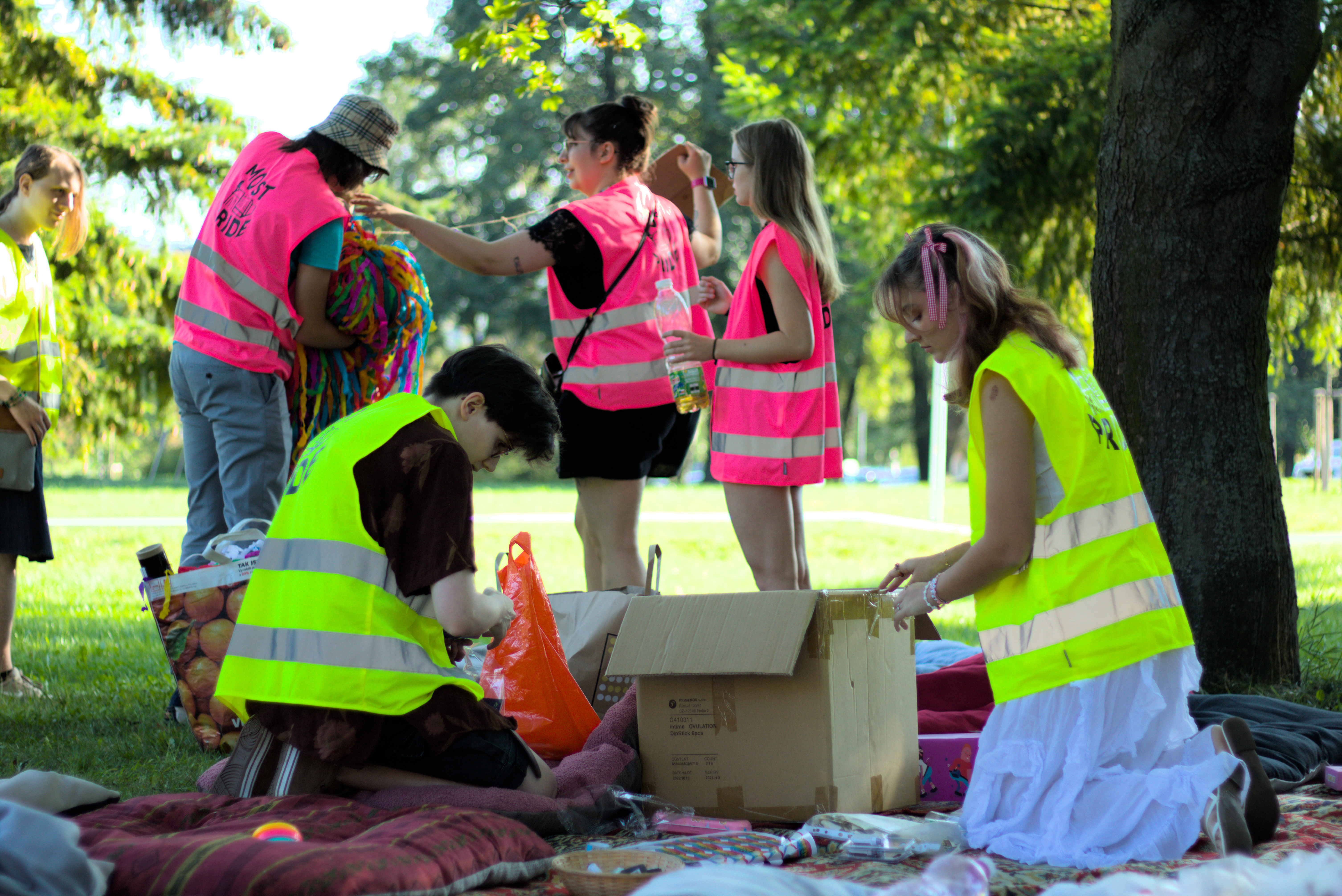
Přípravy festivalu
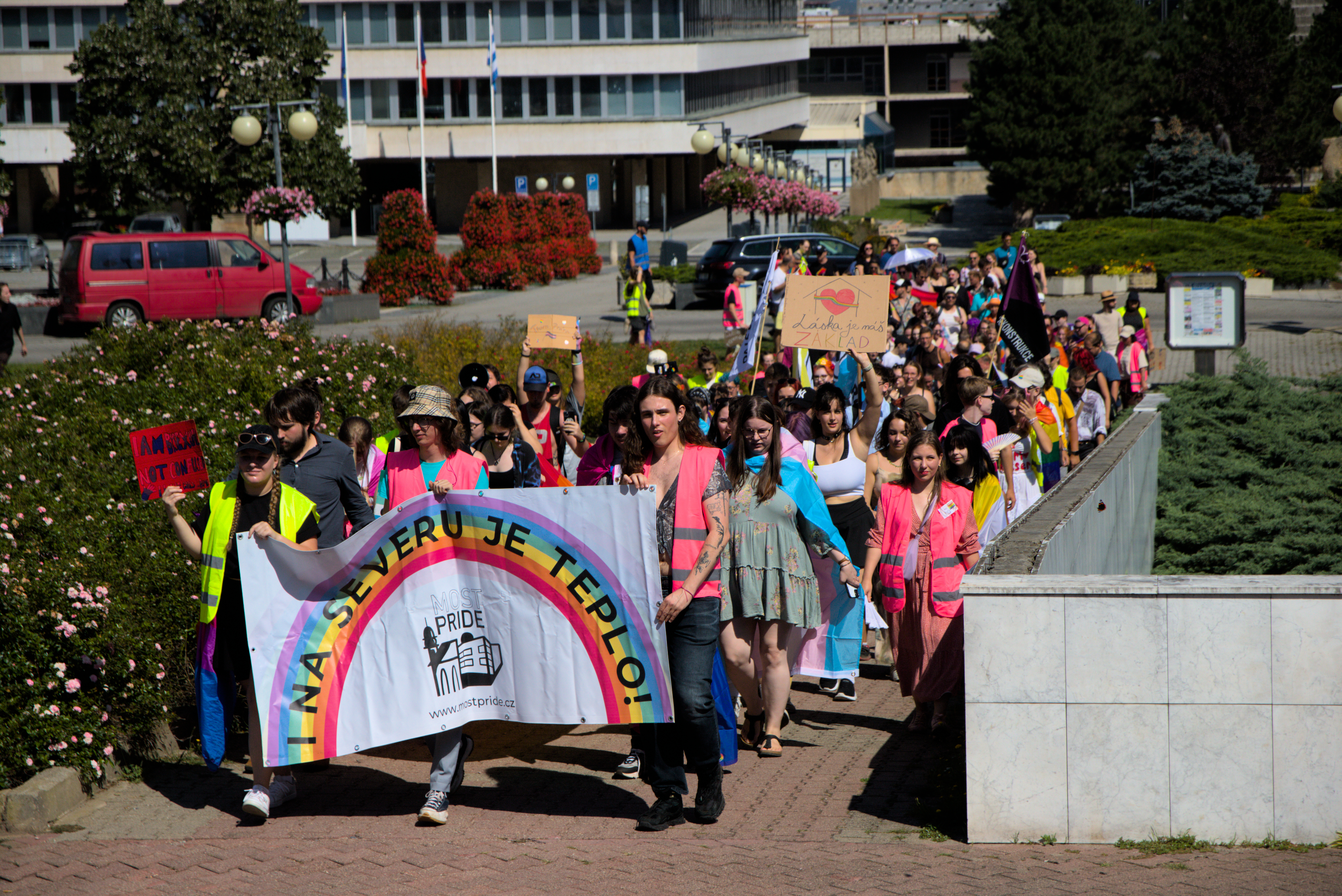
Duhový průvod
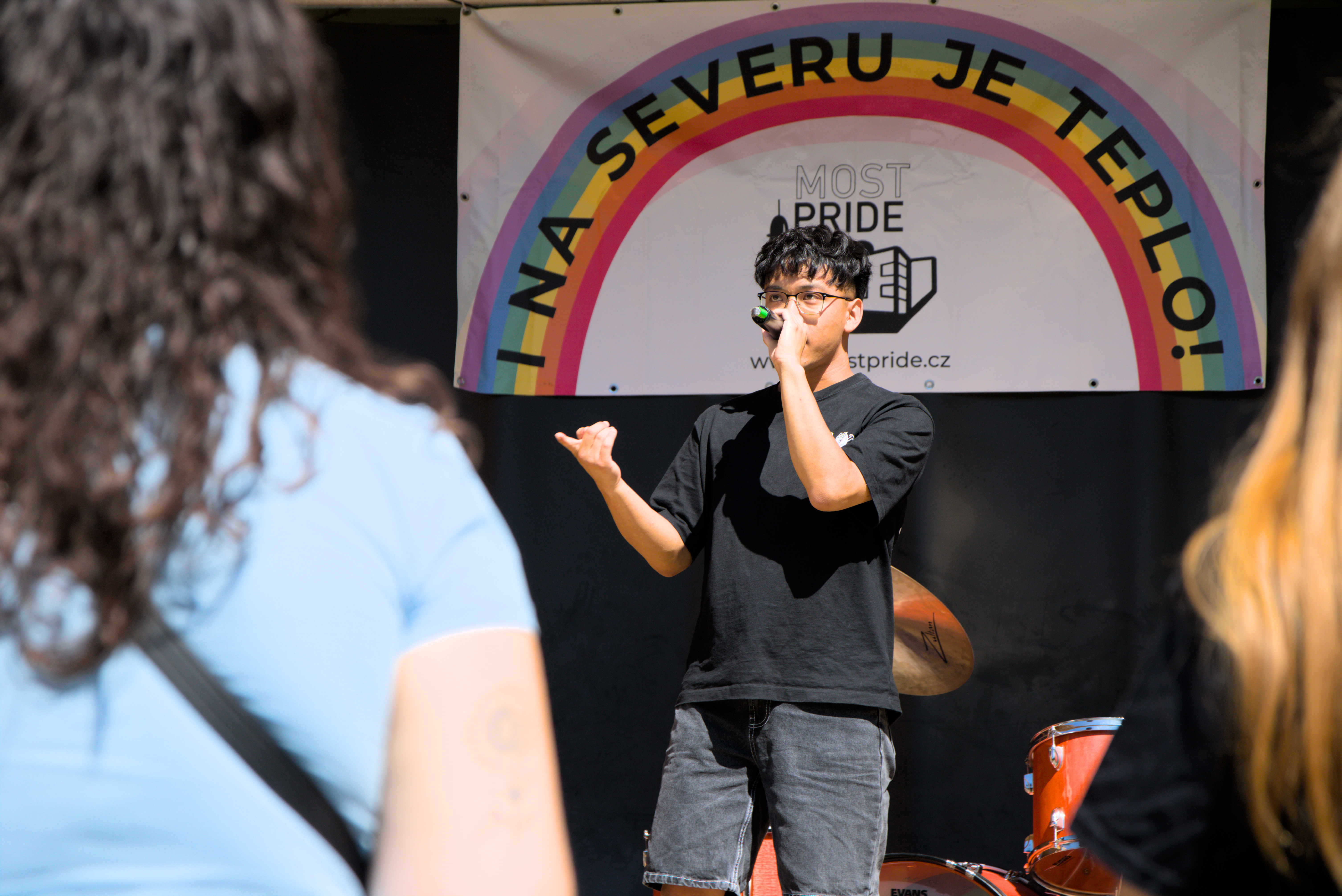
Slávek Pham
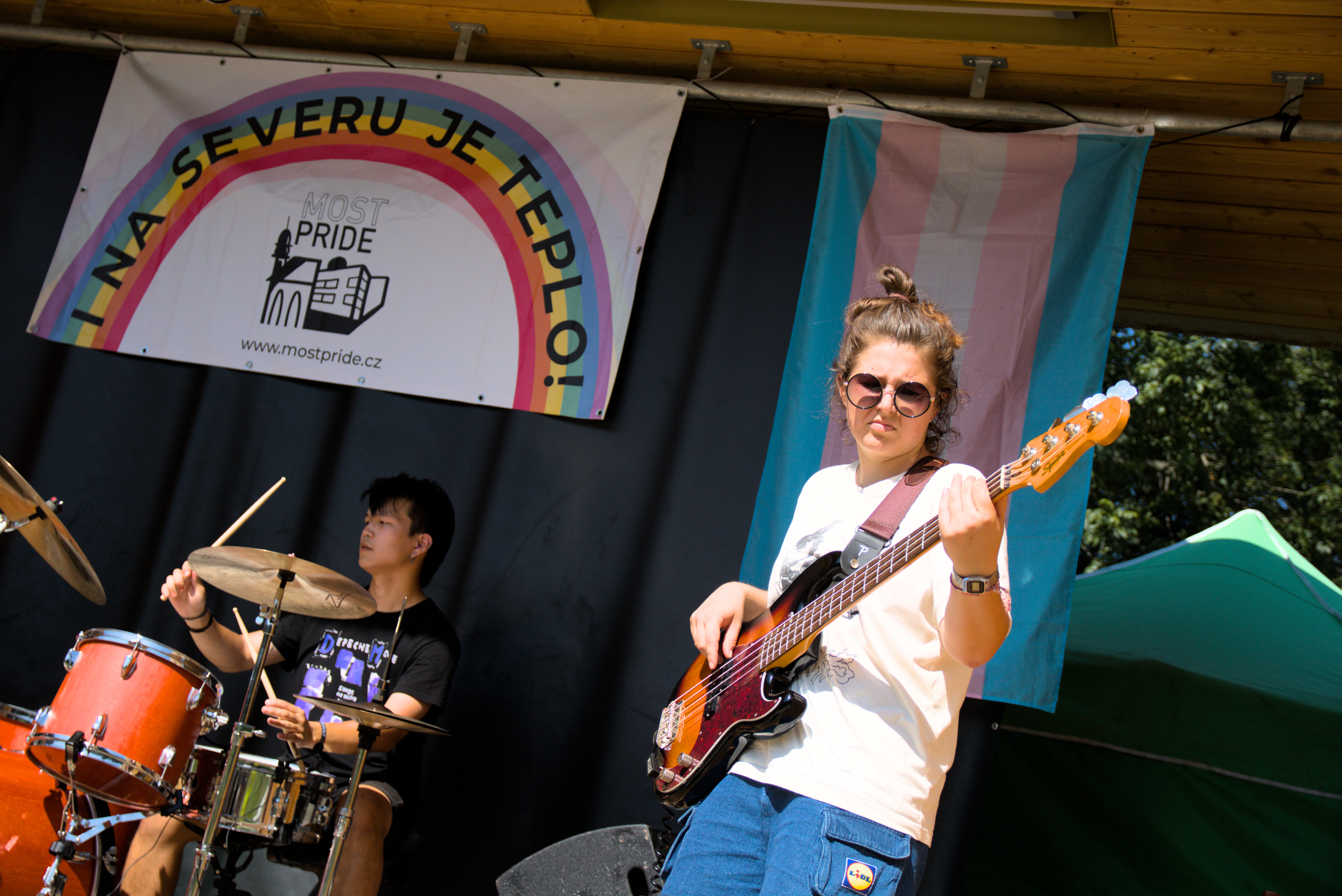
Favorite Obsession
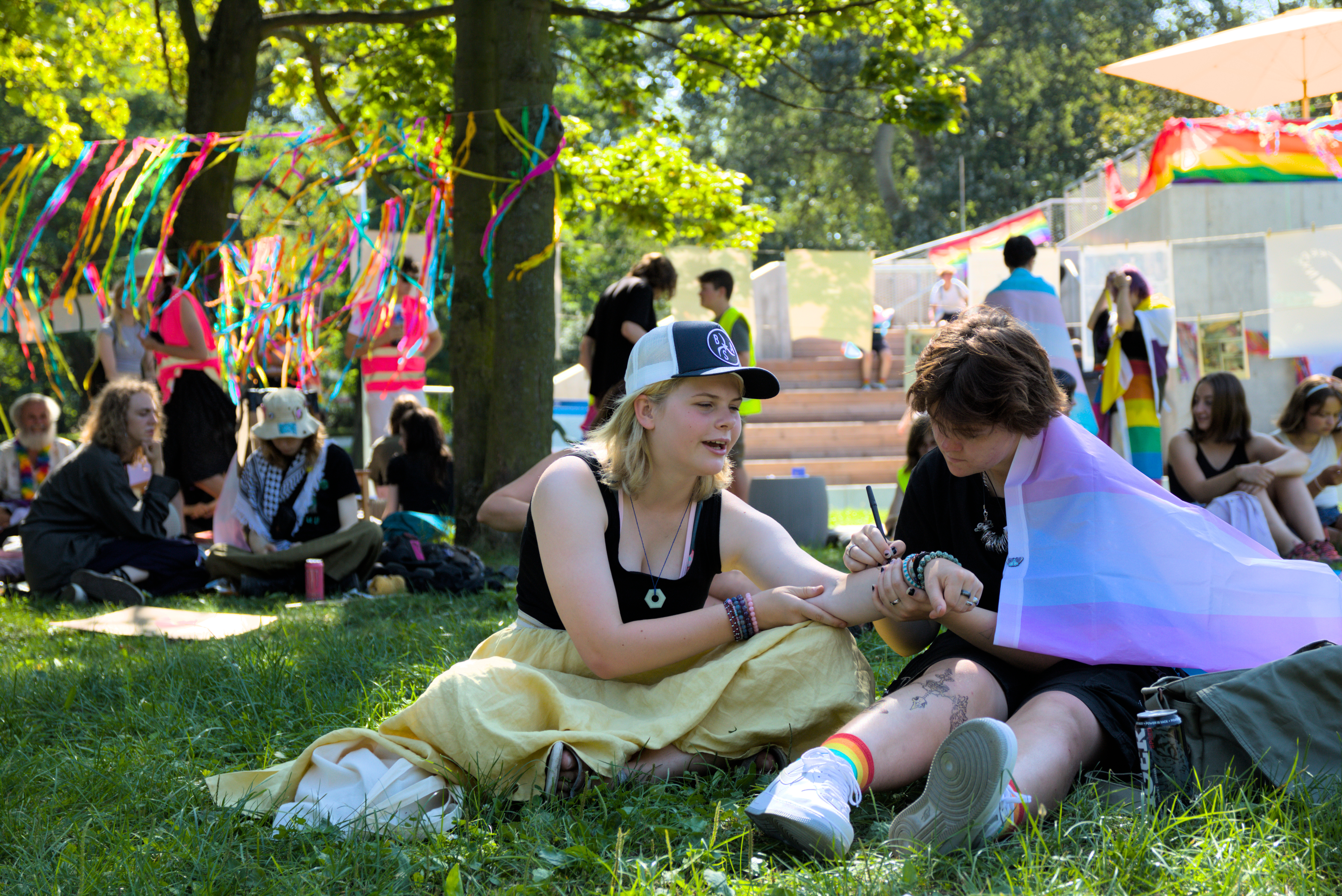
Chill zóna
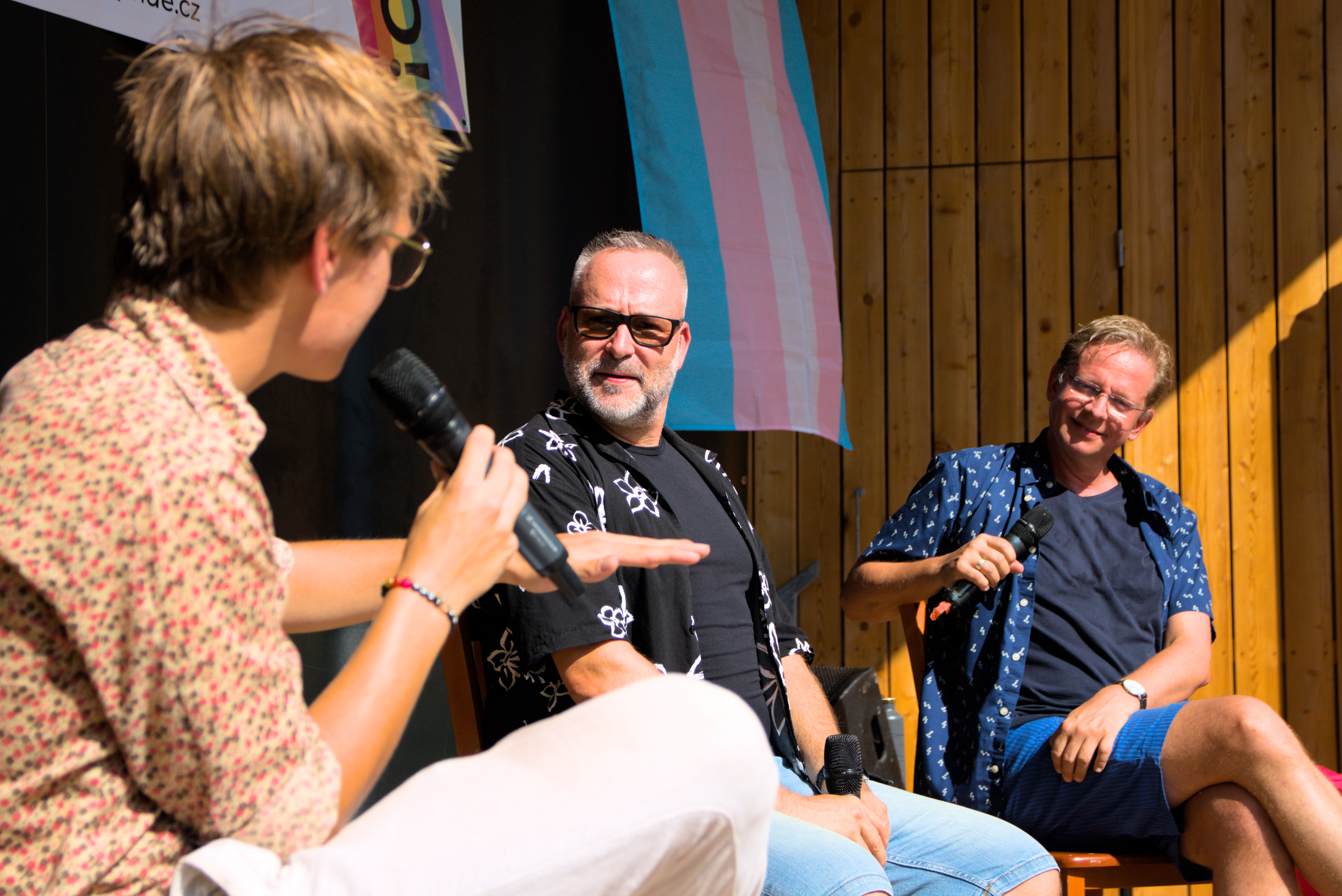
Interview s Michalem Jagelkou a Alešem Cibulkou
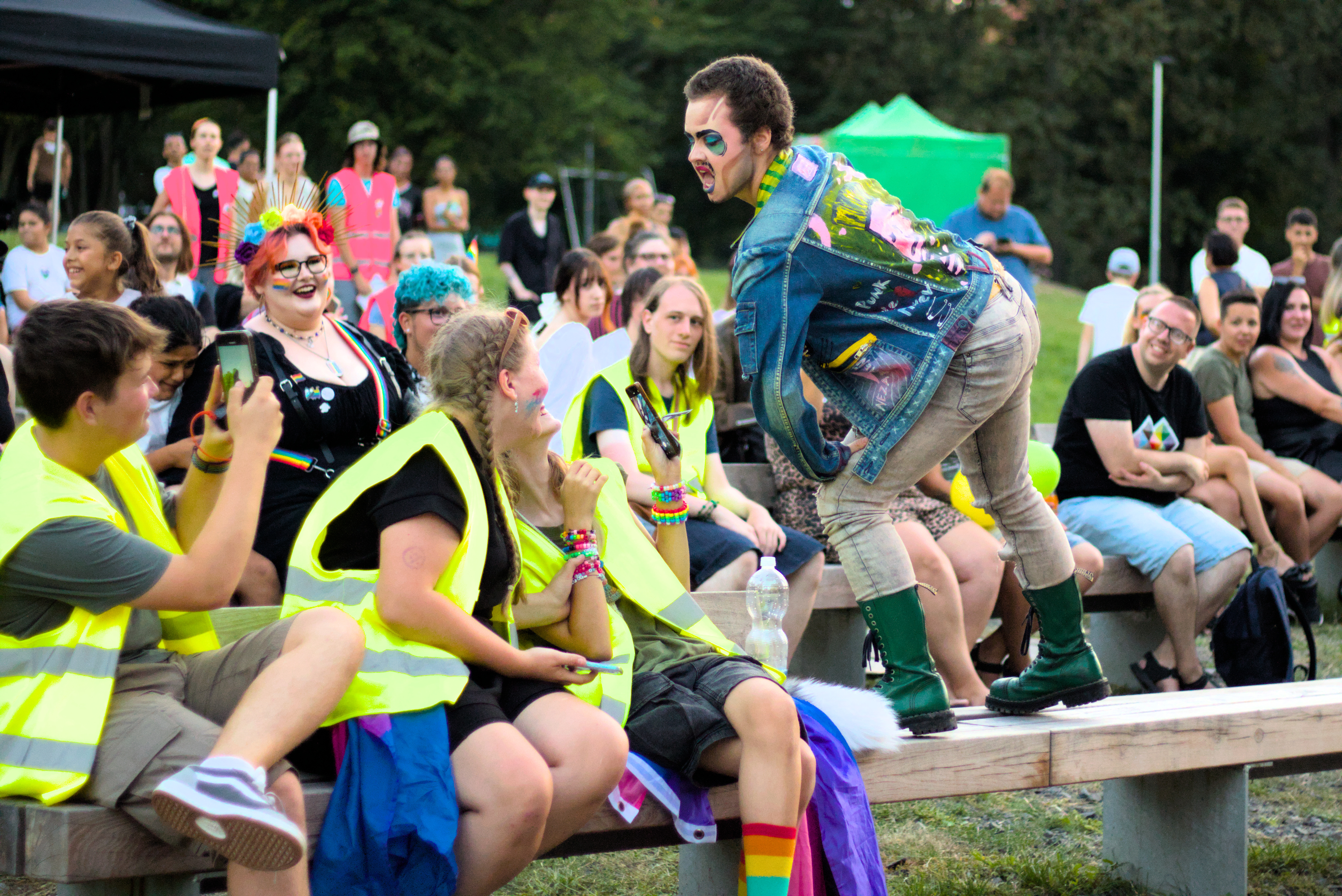
Drag show
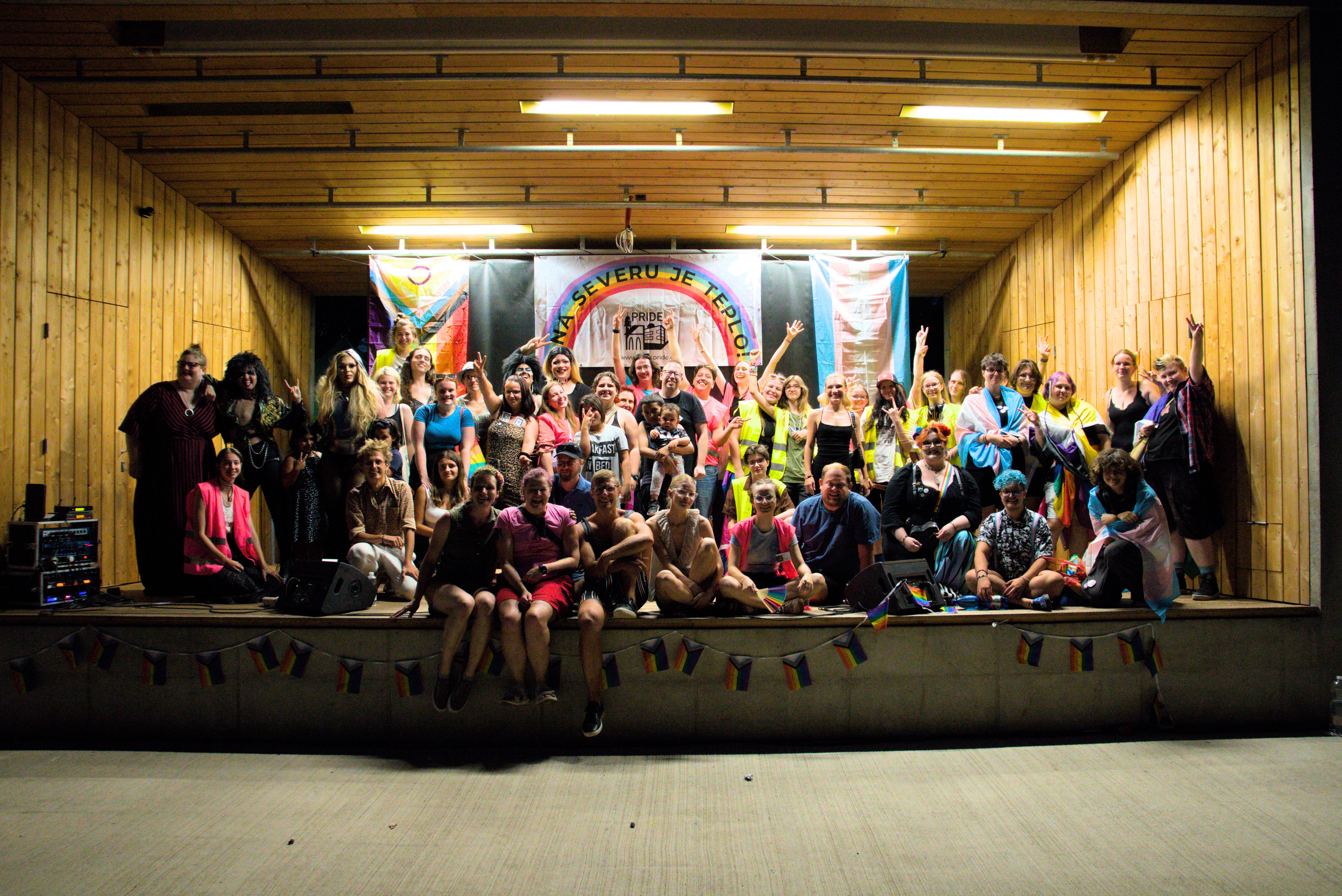
Společná fotografie

## Čtvrtý ročník (2025)
Čtvrtý ročník festivalu Most Pride se uskuteční 23. srpna 2025, a to v Parku Střed v Mostě.